# 1499
1499 (MCDXCIX) var ett normalår som började en tisdag i den julianska kalendern.

## Händelser

### Februari
- 3 februari – Hans hustru Kristina av Sachsen kröns till svensk drottning och deras son Kristian hyllas som svensk tronföljare.

### September
- 8 september – Amerigo Vespucci och Alonso de Ojeda upptäcker Bonaire, som de gör anspråk på för Spaniens räkning.[1]
- 22 september – Tysk-romerska riket erkänner de facto Schweiz oberoende.[2]

### Okänt datum
- Ryssarna försöker flytta gränspålarna, så att Nyslott skall hamna på ryskt område, varvid en liten incident vid gränsen i öster inträffar.
- En sammansvärjning mot kung Hans tar form. Dess ledande män är Sten Sture den äldre, Svante Nilsson (Sture) och Hemming Gadh.
- Glimmingehus utanför Simrishamn, den enda till dags dato tämligen oförändrade riddarborgen i Norden, uppförs.
- Albertus Pictor (känd svensk kyrkomålare) upplever detta år verkligen ett uppsving.

## Födda
- 29 januari – Katharina von Bora, hustru till Martin Luther.
- 31 mars – Pius IV, född Giovanni Angelo de' Medici, påve 1559–1565.
- 3 september – Diane de Poitiers, fransk hovdam, älskarinna till Henrik II av Frankrike.
- 14 oktober – Claude av Frankrike, Frankrikes drottning.
- Laurentius Petri Nericius, svensk ärkebiskop 1531–1573.

## Avlidna
- 9 januari – Johan Cicero, kurfurste och markgreve av Brandenburg.
- 29 augusti – Alesso Baldovinetti, florentinsk målare.
- 1 oktober – Marsilio Ficino, italiensk filosof, läkare och humanist.
- 23 november – Perkin Warbeck, falsk pretendent till den engelska tronen, avrättad.
- Laura Cereta, italiensk humanist och feminist.
- Harald Pletting, anhängare av Sten Sture, hängd i Örebro[3]

### Fotnoter
1. ↑  World Statesmen (läst 4 april 2011)
2. ↑  World Statesmen (läst 7 april 2011)
3. ↑  ”525 (Berättelser ur svenska historien / Andra bandet. Medeltiden. II. Kalmare-unionen)”. runeberg.org. https://runeberg.org/sverhist/2/0527.html. Läst 20 juni 2018.